# Leaweinat
Leaweinat (ou El Aweinatt, en arabe : لعوينات) est une commune rurale du sud de la Mauritanie, située dans le département d'Ould Yengé de la région de Guidimakha.

## Géographie
La commune de Leaweinat est située dans la région de Guidimakha, au sud de la Mauritanie. Elle est positionnée à l'ouest dans le département d'Ould Yengé et elle s'étend sur 472 km2.
Elle est délimitée au nord par la commune de Lahraj, à l’est par la commune de Hamed, au sud par la commune d'Ould Yengé, au sud-ouest et à l’ouest par la commune de Tektake.

## Histoire
Leaweinat a été érigée en commune par l'ordonnance du 20 octobre 1987 instituant les communes de Mauritanie.

## Démographie
Lors du Recensement général de la population et de l'habitat (RGPH) de 2000, Leaweinat comptait 2 881 habitants.
Lors du RGPH de 2013, la commune en comptait 3 852, soit une croissance annuelle de 2,4 % sur 13 ans.

## Économie
L'agriculture est au centre de l'économie de Leaweinat, comme quasiment toutes les communes de la région. Mais cette économie est fragile car elle rencontre des obstacles à son développement, notamment les conditions climatiques ou le manque de moyens des agriculteurs. Pour faire face à ces obstacles, l'État ou différentes ONG financent des projets qui améliorent les conditions de vie des habitants.
La commune de Leaweinat possède le pôle de N’Doumlyatt. Il a été mis en place dans le cadre d'un projet environnemental dans les différents objectifs sont la valorisation de produits forestiers, la mise en place de pépinières afin de reconstituer des forêts, la fixation biologique et mécanique des dunes ainsi que la production locale d'arbres fruitiers forestiers. Au cours de l'année 2020, le projet a produit 104 450 arbustes locaux, stabilisé 50 ha de dunes, protégé 10 000 jeunes acacias et préservé 50 ha d’arbres locaux.